# Naturschutzgebiet Alte Elster und Rohrbornwiesen
Das Naturschutzgebiet Alte Elster und Rohrbornwiesen befindet sich zwischen den Orten Premsendorf und Arnsnesta im Landkreis Wittenberg in Sachsen-Anhalt. Das etwa 212 Hektar umfassende Gebiet liegt beidseitig der Schwarzen Elster und wurde am 6. Februar 1998 als Naturschutzgebiet eingerichtet. Das Naturschutzgebiet wurde von der Europäischen Union als FFH-Gebiet bestätigt und befindet sich außerdem im EU-Vogelschutzgebiet Annaburger Heide.

## Schutzziel
Das Schutzziel ist die „Erhaltung eines vielfältig strukturierten, in großen Bereichen naturnahen, gewässer- und feuchtgebietsreichen Auenbereiches der Schwarzen Elster mit Vorkommen zahlreicher bestandsgefährdeter Tier- und Pflanzenarten.“

## Beschreibung
Der begradigte Flussverlauf der Schwarzen Elster teilt das Gebiet in zwei etwa gleich große Hälften. Neben dem eingedeichten Fluss befinden sich zu beiden Seiten die durch die Deiche abgetrennten Altgewässer, welche noch heute den ehemals stark mäandernden Verlauf der Schwarzen Elster erkennen lassen. Das bei Premsendorf befindliche Gewässer Rieke wird zu Naherholungszwecken genutzt und zum Teil von einem Anglerverein betreut. Die zwischen den Orten Premsendorf und Arnsnesta liegenden Flächen des Naturschutzgebietes werden vorrangig zu weidewirtschaftlichen Zwecken genutzt. Der linksseitig der Schwarzen Elster gelegene Teil des Gebietes befindet sich größtenteils auf dem Gebiet der Annaburger Heide. Aufgrund der Lage im Sperrbereich des als Standortübungsplatz genutzten Teils der Annaburger Heide sind Beeinträchtigungen durch Tourismus und Landwirtschaft hier ausgeschlossen. Durch das Naturschutzgebiet führt die Bahnstrecke Jüterbog–Röderau.

## Flora
Der heutige Flussverlauf der Schwarzen Elster ist mit Rohrglanzgrasröhrichten (Phalaridetum arundinaceae) und von Schilfröhricht (Phragmitetum australis) bewachsen. An den teilweise stark verlandeten Altarmen finden sich in den Uferbereichen vor allem Strauchweiden-Gebüsche, Rohrkolben- und Bachröhrichte sowie Teichschachtelhalme. In den im westlichen Teil des Naturschutzgebietes befindlichen Rohrborn- und Luchwiesen haben sich typische Vertreter der Niedermoor und Sumpfpflanzengesellschaft entwickelt. Im Naturschutzgebiet befindet sich eine als Naturdenkmal ausgewiesene Wildbirne in der Annaburger Heide.

## Fauna

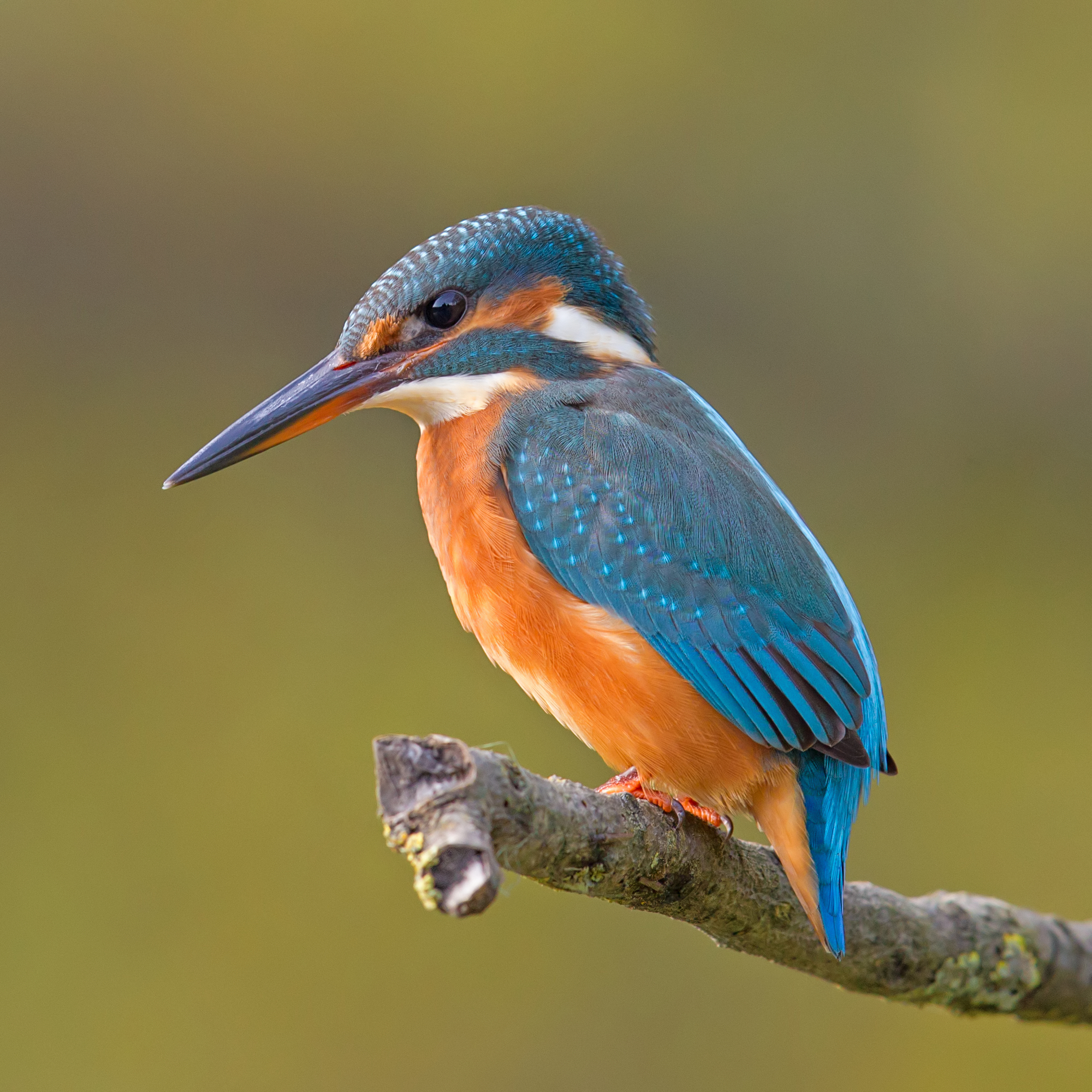
Eisvogel

Neben dem häufig anzutreffenden Elbebiber bietet das Naturschutzgebiet vor allem Vogelarten wie Krickente, Zwergtaucher, Rohrweihe und Schilfrohrsänger einen Lebensraum. Am Flusslauf der Schwarzen Elster finden sich Flussregenpfeifer, Eisvogel sowie Drosselrohrsänger. Als Vertreter der Fische in den Altarmen ist der Schlammpeitzger als erwähnenswerte Art zu nennen.